# LauncherOne
LauncherOne هو صاروخ حامل من مرحلتين بدأ رحلاته التشغيلية في عام 2021. وهو صاروخ يطلق من الجو، ومصمم لحمل حمولات صغيرة تصل إلى 300 كـغ (660 رطل) في مدار متزامن مع الشمس (SSO)، بعد الإطلاق الجوي من طائرة حاملة على ارتفاع عالٍ. يُحمل الصاروخ إلى الغلاف الجوي العلوي على متن طائرة بوينج 747-400 معدلة، تُدعى Cosmic Girl، ويُطلق فوق المحيط الهادئ. بدأ التطوير في عام 2007 من قبل فيرجن غالاكتيك، ثم انتقل في عام 2017 إلى شركة فيرجن أوربت.
فشلت محاولة الإطلاق الأولى في 25 مايو 2020 في الوصول إلى الفضاء. كانت أول رحلة ناجحة في 17 يناير 2021، والتي نقلت حمولة 10 CubeSats إلى مدار أرضي منخفض (LEO). كان LauncherOne أول صاروخ ذو وقود سائل يطلق من الجو.